# Serica nagana
Serica nagana är en skalbaggsart som beskrevs av Brenske 1899. Serica nagana ingår i släktet Serica och familjen Melolonthidae. Inga underarter finns listade i Catalogue of Life.